# أولي نوردين
أولي نوردين (بالسويدية: Olle Nordin)‏ (مواليد 23 نوفمبر 1949) هو لاعب كرة قدم. يلعب مع منتخب السويد لكرة القدم. سبق له أن لعب في كأس العالم لكرة القدم مع منتخب بلاده.

## روابط خارجية
- أولي نوردين على موقع الاتحاد الدولي (مؤرشف)  (الإنجليزية)
- أولي نوردين على موقع قاعدة بيانات كرة القدم.إي يو (الإنجليزية)
- أولي نوردين على موقع ناشيونال فوتبول تيمز (الإنجليزية)